# Centerville (Wisconsin)
Centerville es un pueblo ubicado en el condado de Manitowoc en el estado estadounidense de Wisconsin. En el Censo de 2010 tenía una población de 645 habitantes y una densidad poblacional de 9,4 personas por km².

## Geografía
Centerville se encuentra ubicado en las coordenadas 43°56′26″N 87°45′16″O / 43.94056, -87.75444. Según la Oficina del Censo de los Estados Unidos, Centerville tiene una superficie total de 68.59 km², de la cual 61.41 km² corresponden a tierra firme y (10.47%) 7.18 km² es agua.

## Demografía
Según el censo de 2010, había 645 personas residiendo en Centerville. La densidad de población era de 9,4 hab./km². De los 645 habitantes, Centerville estaba compuesto por el 98.29% blancos, el 0.31% eran afroamericanos, el 0.47% eran amerindios, el 0.16% eran asiáticos, el 0% eran isleños del Pacífico, el 0.31% eran de otras razas y el 0.47% pertenecían a dos o más razas. Del total de la población el 1.55% eran hispanos o latinos de cualquier raza.